# Rwanda i olympiska sommarspelen 2012
Rwanda deltog i olympiska sommarspelen 2012 som ägde rum i London i Storbritannien mellan den 27 juli och den 12 augusti 2012. Ingen av landets deltagare erövrade någon medalj.

## Cykling
- Huvudartikel: Cykling vid olympiska sommarspelen 2012

### Mountainbike
| Cyklist           | Gren                  | Tid     | Placering |
| ----------------- | --------------------- | ------- | --------- |
| Adrien Niyonshuti | Herrarnas terränglopp | 1:42:46 | 39        |

## Friidrott
- Huvudartikel: Friidrott vid olympiska sommarspelen 2012

Förkortningar
- Notera – Placeringar gäller endast den tävlandes eget heat
- Q = Kvalificerade sig till nästa omgång via placering
- q = Kvalificerade sig på tid eller, i fältgrenarna, på placering utan att ha nått kvalgränsen
- NR = Nationellt rekord
- N/A = Omgången inte möjlig i grenen
- Bye = Idrottaren behövde inte delta i omgången

Herrar
Bana och väg
| Idrottare             | Gren     | Final    | Final     |
| Idrottare             | Gren     | Resultat | Placering |
| --------------------- | -------- | -------- | --------- |
| Robert Kajuga         | 10 000 m | 27:56.67 | 14        |
| Jean Pierre Mvuyekure | Maraton  | 2:30:19  | 79        |

Damer
Bana och väg
| Idrottare             | Gren    | Final    | Final     |
| Idrottare             | Gren    | Resultat | Placering |
| --------------------- | ------- | -------- | --------- |
| Claudette Mukasakindi | Maraton | 2:51:07  | 101       |

## Judo
Herrar
| Idrottare          | Gren              | 32-delsfinal         | Sextondelsfinal            | Åttondelsfinal       | Kvartsfinal          | Semifinal            | Återkval             | Bronsmatch           | Final                | Final            |
| Idrottare          | Gren              | Motståndare Resultat | Motståndare Resultat       | Motståndare Resultat | Motståndare Resultat | Motståndare Resultat | Motståndare Resultat | Motståndare Resultat | Motståndare Resultat | Placering        |
| ------------------ | ----------------- | -------------------- | -------------------------- | -------------------- | -------------------- | -------------------- | -------------------- | -------------------- | -------------------- | ---------------- |
| Fred Yannick Uwase | Lättvikt (-73 kg) | BYE                  | Mendonça (BRA) L 0000–0100 | Gick inte vidare     | Gick inte vidare     | Gick inte vidare     | Gick inte vidare     | Gick inte vidare     | Gick inte vidare     | Gick inte vidare |

## Simning
- Huvudartikel: Simning vid olympiska sommarspelen 2012